# William R. Farmer
William Reuben Farmer (* 1921; † 31. Dezember 2000 in Dallas, Texas) war ein US-amerikanischer Neutestamentler. 
Farmer studierte am Union Theological Seminary in the City of New York (unter anderem bei Reinhold Niebuhr and Paul Tillich) und wurde als Geistlicher der United Methodist Church ordiniert, trat aber 1990 zur Römisch-katholischen Kirche über. Er war Professor an der Southern Methodist University in Dallas, Texas, und forschte daneben an der University of Dallas. 
Farmers Spezialgebiet war das Synoptische Problem, also die Frage nach dem Zusammenhang des Matthäusevangeliums, Markusevangeliums und Lukasevangeliums. Er bestritt die klassische Zweiquellentheorie und sah die Annahme, dass das Markusevangelium das älteste der drei Evangelien ist und den beiden anderen als Vorlage diente, als durch die antikatholischen Interessen im Kulturkampf bestimmt. Stattdessen vertrat er eine „Zwei-Evangelien-Theorie“, wonach das Matthäusevangelium als ältestes der Evangelien noch in der Jerusalemer Urgemeinde entstand. 

## Schriften (Auswahl)
Als Autor:
- The Last Twelve Verses of Mark, Cambridge University Press: Cambridge 2005 (Erstausgabe 1974)
- The Synoptic Problem: A Critical Analysis, Macmillan: London 1964. - Neuauflage: Mercer University Press: Macon (GA), 1976, ISBN 0-915948-02-8.
- The Gospel of Jesus: The Pastoral Relevance of the Synoptic Problem, John Knox Press: Louisville (Kentucky) 1994, ISBN 0-664-25514-0.

Als Herausgeber:
- New Synoptic Studies: The Cambridge Gospel Conference and Beyond, Mercer University Press: Macon (GA) 1983.
- zusammen mit Henning Graf Reventlow: Biblical Studies and the Shifting of Paradigms, 1850-1914, Sheffield 1995, ISBN 1-85075-532-9.
- Anti-Judaism and the Gospels, Trinity Press Intl: Harrisburg (PA) 1999, ISBN 1563382709